# Nyodes
Nyodes är ett släkte av fjärilar. Nyodes ingår i familjen nattflyn.

## Bildgalleri

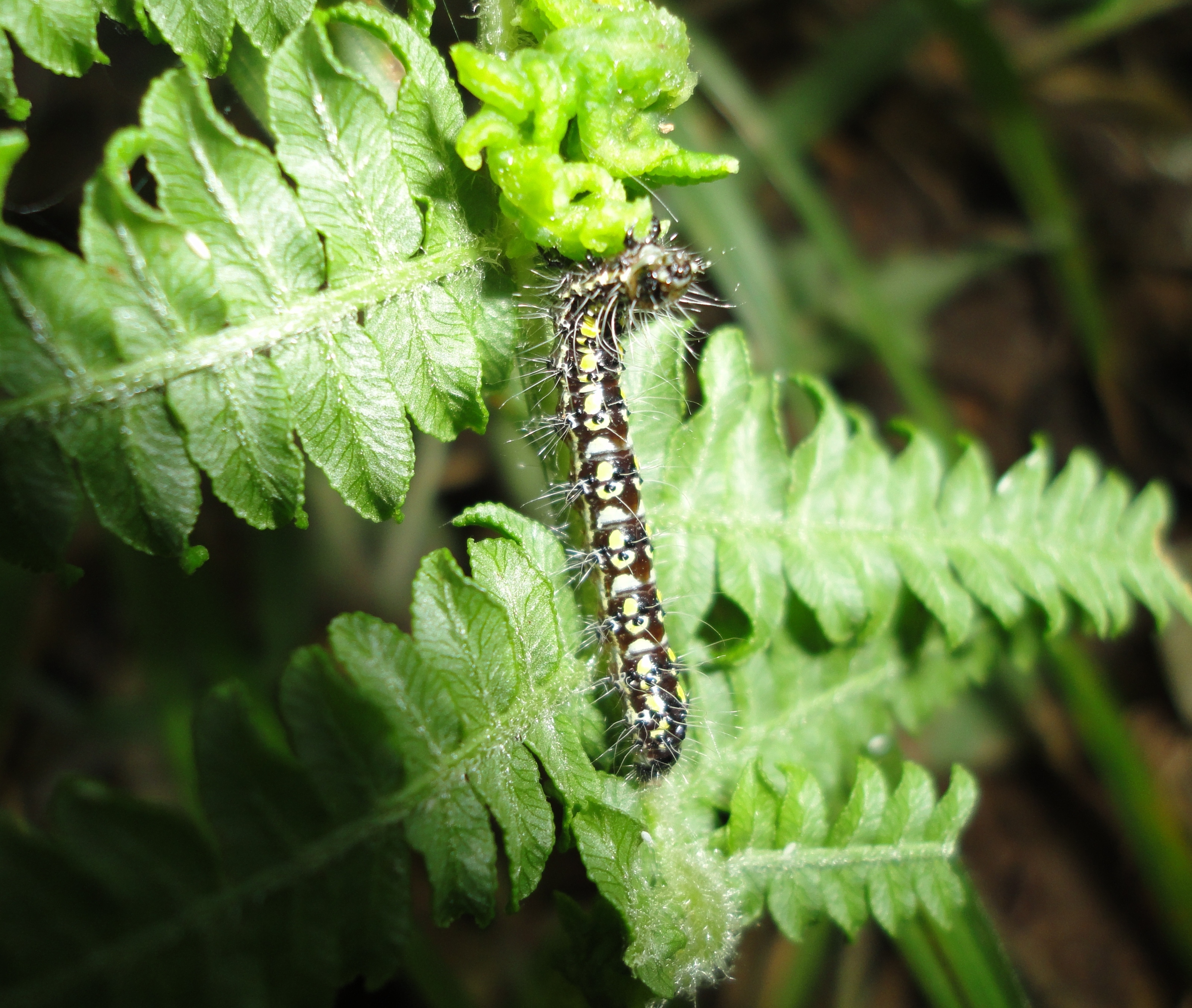

## Dottertaxa tillNyodes, i alfabetisk ordning[1]
- Nyodes acatharta
- Nyodes argentea
- Nyodes aurifera
- Nyodes auriferoides
- Nyodes aurora
- Nyodes bafouti
- Nyodes barlowi
- Nyodes barnsi
- Nyodes basilewskyi
- Nyodes bergeri
- Nyodes bernardii
- Nyodes brevicornis
- Nyodes bryodes
- Nyodes callichlora
- Nyodes chlorobapta
- Nyodes coronatus
- Nyodes dargei
- Nyodes diffusa
- Nyodes dufayi
- Nyodes fletcheri
- Nyodes gabonensd
- Nyodes gazelli
- Nyodes hacqui
- Nyodes herbuloti
- Nyodes inferior
- Nyodes isabellae
- Nyodes jucunda
- Nyodes kilimandjaronis
- Nyodes lemairei
- Nyodes lowai
- Nyodes lutescens
- Nyodes makokoui
- Nyodes marginata
- Nyodes mariae
- Nyodes marmorata
- Nyodes meloui
- Nyodes mochlosema
- Nyodes nigra
- Nyodes nigrioides
- Nyodes njombei
- Nyodes obscurior
- Nyodes ochroargyra
- Nyodes panconita
- Nyodes paulis
- Nyodes pelletieri
- Nyodes petersi
- Nyodes prasinodes
- Nyodes punctata
- Nyodes punctatoides
- Nyodes punctifera
- Nyodes rangeri
- Nyodes rufifusa
- Nyodes rufifusoides
- Nyodes sandersi
- Nyodes semliki
- Nyodes sophiae
- Nyodes steelei
- Nyodes subfuscata
- Nyodes sublutescens
- Nyodes subnigra
- Nyodes succincta
- Nyodes superior
- Nyodes suppurifera
- Nyodes tamsi
- Nyodes tarara
- Nyodes thomae
- Nyodes toucheti
- Nyodes viettei
- Nyodes vigrinis
- Nyodes virescens
- Nyodes viridirufa
- Nyodes vitanvali